# Harry Edward
Pour les articles homonymes, voir Edward.
Harry Francis Vincent Edward (né le 15 avril 1898 à Berlin et mort le 8 juillet 1973 à Augsbourg) est un athlète britannique. Il obtient deux médailles de bronze en athlétisme aux Jeux olympiques de 1920 et devient ainsi le premier Britannique noir détenteur de records olympiques. Dans la seconde partie de sa vie, aux États-Unis, il s'engage en faveur des droits civiques et dans des causes humanitaires.

## Biographie
Harry Edward naît à Berlin en 1898, fils d'un marin britannique devenu traducteur, originaire de la Dominique, alors dominion britannique des Caraïbes, et de Maria Magdalena, née Ewest, de nationalité allemande. Sportif de haut niveau, il est membre du club d'athlétisme de Berlin et envisage de participer aux Jeux olympiques de 1916 dans l'équipe allemande, mais le déclenchement de la Première Guerre mondiale interrompt sa carrière en Allemagne : il est emprisonné en avril 1915, du fait de sa nationalité britannique, et il passe le reste de la guerre dans le camp d'internement de Ruhleben (en) à 10 km de Berlin, où il continue son apprentissage des langues et participe à la vie sportive.

### Carrière sportive en Angleterre
Il est « rapatrié » en Angleterre à la fin de la guerre et trouve un emploi d'enseignant de français et allemand. Il s'inscrit au Polytechnic Harriers et participe à l'épreuve de relais qui gagne le Quintin Hogg Challenge en juillet 1919. Il participe à l'équipe d'athlétisme britannique dirigée par Sam Mussabini (en) et gagne les deux courses des 100 yards (91,44 m) et 220 yards (201,168 m) de l'AAA au Stamford Bridge de Londres en juillet 1920, gagnant ainsi sa place dans l'équipe d'athlétisme britannique aux Jeux d'Anvers de 1920. Il est le deuxième athlète noir à représenter le Royaume-Uni, le premier étant Louis Bruce (en) aux Jeux de Londres de 1908. Il gagne à nouveau les courses de 100 yards et 220 yards de l'AAA en 1921 et 1922. Il est félicité par le roi George V qui parraine l'événement de 1922. Il se marie la même année avec la Suissesse Antoinette Renee Regner.

### Carrière aux États-Unis
Il s'installe aux États-Unis en 1923 et devient sportif professionnel, mais prend sa retraite sportive peu après. Il remarque, dans des mémoires restées inédites, qu'il a été confronté aux discriminations raciales sur le plan professionnel dès son arrivée aux États-Unis, et ainsi a été empêché de mener la carrière pour laquelle il était qualifié. Il se remarie avec une Américaine, Gladys Hirst en 1938, le couple a un fils, et il obtient la nationalité américaine en 1935.
Il s'engage dans des activités en faveur des droits civiques et des causes humanitaires à Harlem et à l'étranger. Il reprend des études dans les années 1960 et obtient un master à l'université de la ville de New York.
Il meurt le 8 juillet 1973 à Augsbourg, en Allemagne, des suites d'une crise cardiaque survenue alors qu'il rend visite à sa sœur. Il est inhumé à New York. Ses archives sont versées au Amistad Research Center (en), qui est spécialisé dans l'histoire des Africains-Américains et des minorités, à l'université Tulane.

## Jeux olympiques
- Jeux olympiques d'été de 1920 à Anvers  Belgique :
  -  Médaille de bronze sur 100 m.
  -  Médaille de bronze sur 200 m.